# Атмаутлуак
Атмаутлуак (англ. Atmautluak, центр. юпик Atmaulluaq) — статистически обособленная местность, которая находится в зоне переписи Бетел, штат Аляска, Соединённые Штаты Америки. На переписи 2010 года население составляло 277 человек.

## География
По данным Бюро переписи населения США, CDP имеет общую площадь 3,3 квадратных мили (8,5 км2), из которых 0,6 квадратных мили (1,6 км2) — это земля и 2,7 квадратных мили (7,0 км2) от него (81,19% ) — представляет собой воду.
Деревня расположена на реке Питмиктакик..

## Демография
По состоянию на перепись2000 года в CDP насчитывалось 294 человека, 60 домашних хозяйств и 54 семьи. Плотность населения составляла 462,0 человек на квадратную милю (177,4 / км2). Было 64 единицы жилья при средней плотности 100,6 / кв. миль (38,6 / км²). Расовый состав CDP составлял 4,08% белых, 94,56% коренных американцев и 1,36% от двух или более рас. Латиноамериканцы любой расы были 1,02% населения.
Было 60 домашних хозяйств, из которых 58,3% имели детей в возрасте до 18 лет, проживающих с ними, 66,7% были женатыми парами, живущими вместе, 11,7% составляли женщины проживавшие без мужей, а 10,0% не имели семьи. 8,3% всех домохозяйств состоят из отдельных лиц. Средний размер домохозяйства составил 4,90, а средний размер семьи — 5,22.
В CDP население было распространено по следующим возрастным категориям: 33,3% в возрасте до 18 лет, 18,4% с 18 до 24, 25,2% с 25 до 44, 17,7% с 45 до 64 и 5,4%, которые составляли 65 лет и старше , Медианный возраст составлял 24 года. На каждые 100 женщин приходилось 102,8 мужчин. На каждые 100 женщин в возрасте 18 лет и старше приходилось 120,2 мужчин.
Средний доход для домашнего хозяйства в CDP составлял 37 917 долларов США, а средний доход для семьи составлял 39 583 доллара США. У мужчин средний доход составил 20 625 долларов, в то время как у женщин он был против 8 750 долларов. Доход на душу населения для CDP составлял 8 501 долларов США. Около 31,6% семей и 30,3% населения были ниже черты бедности, в том числе 44,0% из них моложе восемнадцати лет и 15,4% из тех шестидесяти пяти или более.